# Siostrzyczki (serial telewizyjny)
Siostrzyczki (tytuł oryg. What I Like About You) – amerykański serial (sitcom) nadawany przez stację telewizyjną The WB przez cztery sezony w latach 2002–2006. W głównych rolach obsadzono Amandę Bynes (Ona to on, 2005) oraz Jennie Garth (Beverly Hills, 90210).

## Opis
Pewnego dnia w drzwiach apartamentu pracoholiczki Valerie Tyler staje jej szesnastoletnia siostra Holly. Ojciec obydwu wyjechał w interesach do Japonii, a opiekę nad żywiołową nastolatką powierzył starszej z sióstr. Czy Val uda się zapanować nad energiczną Holly?

## Pełna obsada
- Amanda Bynes – Holly Tyler (71 odcinków, 2002-2006)
- Jennie Garth – Valerie Tyler (71 odcinków, 2002-2006)
- Wesley Jonathan – Gary Thorpe (71 odcinków, 2002-2006)
- Leslie Grossman – Lauren (60 odcinków, 2003–2006)
- Allison Munn – Tina Haven (51 odcinków, 2003-2006)
- Nick Zano – Vince (49 odcinków, 2003-2006)
- David de Lautour – Ben Sheffield (21 odcinków, 2004–2005)
- Dan Cortese – Vic (20 odcinków, 2003-2006)
- Michael McMillian – Henry Gibson (18 odcinków, 2003-2005)
- Edward Kerr – Rick (15 odcinków, 2004-2005)
- Simon Rex – Jeff (13 odcinków, 2002-2003)
- Anicka Haywood – Jill (6 odcinków, 2003-2004)
- Stephen Dunham – Peter (3 odcinki, 2003)
- Luke Perry – Todd (3 odcinki, 2005)
- Kyle Howard – Evan (2 odcinki, 2003)
- Jason Priestley – Charlie (2 odcinki, 2005)